# 鸡枕山
鸡枕山位于广东省广州市从化区良口镇，海拔1175米，为广州市的第二高峰，仅次于天堂顶。
鸡枕山位于流溪河国家森林公园东面，是该森林公园的最高峰。 鸡枕山因主峰及其卫峰在远处看如雄鸡之冠而得名。海拔1146.7米的鸡枕山卫峰由于高峰突起，山势俊朗，比1175米的主峰更为闻名，这也导致在部分资料中将海拔较低的鸡枕山卫峰高度当做鸡枕山的高度。
鸡枕山顶部山体以石英斑岩构成，表层多山地红壤、黄壤。沟谷、坡底的植被为亚热带常绿阔叶林和竹林，山麓至山顶为灌丛和山地草甸。